# ベイズ探索理論
ベイズ探索理論（ベイズたんさくりろん、英: Bayesian search theory）は、見失った物体を捜索するためのベイズ統計学の応用である。これは原潜スコーピオンのような海難事故の捜索でしばしば用いられ、2009年のエールフランス447便墜落事故でのフライトレコーダー回収で重要な役割を果たした。またマレーシア航空370便墜落事故での墜落位置特定でも用いられた。

## 手順
一般的な手順は次の通りとなる。
1. その物体に何が起こったかについて、理にかなった仮説をできる限り多く定式化する。
2. それぞれの仮説について、物体の位置に関する確率密度関数を組み立てる。
3. 物体が地点 X にあったとして、そこを捜索して実際に物体を発見できる確率の関数を組み立てる。海洋捜索の場合、通常は水深を用いた関数になる。水深が浅い場合、場所さえ合っていれば発見が成功する見込みは高い。逆に水深が深いと、見逃す可能性が高まる。
4. 上記の情報を一貫性があるよう組み合わせ、最終的な確率密度マップを作成する。（通常は、2つの関数を単純に掛け合わせる。）これにより、地点 X の捜索で物体が見つかる確率が、それぞれ全ての地点 X について得られる。これは確率に関する等値線として図示できる。
5. 最も可能性が高い地点から始まる探索ルートを決め、高確率エリアを注意深く調べてゆき、次いで中確率の、最後の低確率のエリアを調べる。
6. 捜索中に全ての確率を継続的にアップデートしてゆく。例えば、地点 X に物体の破片があることを仮説が示唆しているにもかかわらず地点 X の捜索で破片が見つからなかった場合、その周辺に物体がある確率は（通常ゼロではないにせよ）大きく減じられる。一方、他の地点にある可能性はそれに応じて高められる。このアップデート手順は、ベイズの定理に基づいている。

言ってみれば、最も見つかる見込みの高い場所から探し始め、見込みのより低い場所、さらに低い場所へと（燃料、範囲、潮流などが許す限り）移ってゆき、物体を発見できる見込みがもはや乏しく、許容できる捜索コストに見合わなくなるまで続けるのである。
ベイジアン的手法を使う利点は、入手できる全ての情報が一貫性（いわゆる「漏れの無い」手法）を以って使われ、発見成功の確率に対するコストを自ずから見積もるところにある。すなわち、たとえ捜索を始める前であっても「5日間の捜索で発見できる確率は65%、10日間なら90%、15日間なら97%まで上がります」といったような仮説を述べることができるのである。こうして、捜索にリソースを割り当てる前に、その費用対効果を評価できる。
原潜スコーピオンの他にもベイズ探索理論で発見できた艦船には、イギリスの沈没船としては最大となるダービーシャー、およびセントラル・アメリカがある。またスペインでのパロマレス米軍機墜落事故で行方不明になった水素爆弾の捜索、大西洋で墜落したエールフランス447便の発見でもその有用性を証明した。
ベイズ探索理論はアメリカ沿岸警備隊が捜索救難で使うCASPによるミッション立案ソフトウェアに組み入れられている。これは後に地形と植生を加味して、米空軍と民間空中哨戒部隊が内陸での捜索でも用いるようになった。

## 数学
地図上の各方眼について、探している残骸がそこにある確率p、および残骸がそこにあったとして実際に発見できる確率qを想定する。ある方眼を捜索して残骸が見つからなかったならば、ベイズの定理により、その方眼に残骸がある確率は次のように更新される。
{\displaystyle p'={\frac {p(1-q)}{(1-p)+p(1-q)}}=p{\frac {1-q}{1-pq}}<p.}
その他の全ての方眼について、事前確率をrとするならば、事後確率は次のようになる。
{\displaystyle r'=r{\frac {1}{1-pq}}>r}

### 米原潜スコーピオン
1968年5月、米海軍の原潜スコーピオンはノーフォークの母港に予定通り帰港しなかった。海軍司令部は、スコーピオンが北米東海岸沿岸で遭難したらしいことはほぼ確信していたが、広範囲の捜索にもかかわらずその痕跡を発見できなかった。
そこで海軍の深海エキスパートのジョン・P・クレイヴンは、スコーピオンがどこかで沈没したらしいとした上で、ハイドロフォンによる三角測量から得られた大まかなデータを基に、アゾレス諸島南西での調査を手配した。とはいえ海洋調査船ミザール1隻しか使うことができず、そのリソースを最大限活用するために、数学者を揃えたコンサルタント会社のメトロン社に助言を求めた。こうしてベイズ探索理論が用いられることになり、何人かの経験豊かな潜水艦指揮官らがインタビューを受け、何がスコーピオンの遭難をもたらしたかについて複数の仮説が立てられた。
捜索対象の海域は方眼に区切られ、その各々についてそれぞれの仮説に基づいた発見確率が計算された。そうしてそれらの値を方眼ごとに合計し、総計としての確率の格子 (probability grid) が作られた。各々の方眼に割り当てられた確率は、その方形エリアに残骸がある確率を示す。次に作る方眼は、その方形エリアを捜索して実際に残骸がそこにあった場合に首尾よくそれを発見できる確率を示す。これは水深を変数にとる既知の関数である。これら2種の方眼を掛け合わせることで、海上の方形エリアそれぞれについて捜索を行なった場合に残骸を発見できる確率を示した方眼が得られる。
1968年10月末、海軍の海洋調査船ミザールは、アゾレス諸島の南西740キロメートル、水深3千メートルを超える海底にスコーピオンの船体の一部を発見した。これは水中聴音システムSOSUSが捉えたスコーピオンの船体破壊音の録音テープを海軍が開示した後だった。その後に調査委員会が再召集され、バチスカーフやトリエステ2といった深海探査艇も含めた応援部隊が派遣され、多くの写真やその他のデータを集めた。
クレイヴンはスコーピオンの残骸発見に関して大いに称賛された一方、ポラリス・ミサイルの着水地点の割り出しに水中音響を用いるという手法の草分けになった音響専門家のゴードン・ハミルトンは、潜水艦の残骸がまさにそこにあるはずの最終的な狭い「捜索エリア」(search box) を明確にするのに貢献した。ハミルトンは以前からカナリア諸島に聴音施設 (listening station) を設け、それは圧壊深度を過ぎて潜水艦の耐圧殻が圧壊する音だと一部の科学者が考えた明確なシグナルを捉えていた。海軍調査研究所の科学者チェスター・「バク」・ビュケネンは、自ら設計した曳航式のそり状カメラシステム (towed camera sled) をミザールに積み込み、最終的にスコーピオンの位置を突き止めた。このカメラシステムは海軍調査研究所の技術支援部門 (Engineering Services Division) にいた J・L・「ジャック」・ハームが組み立てたもので、現在は国立アメリカ海軍博物館に収蔵されている。ビュケネンは同様の手法で1964年に原潜スレッシャーの船体の残骸の位置を特定していた。

## 探索コストの最適配分
この問題に関する教科書的な文献は、メトロン社のローレンス・D・ストーンが著し1975年にアメリカ・オペレーションズ・リサーチ学会 (Operations Research Society of America) が刊行した『最適探索の理論』(The Theory of Optimal Search) であり、これは同年に同学会のランチェスター賞を受賞した。

## 方形エリアの捜索
n個の方形エリアのどこか一か所に静止した物体が隠されているとする。各エリア{\displaystyle i}それぞれについて、3つの既知の変数がある。{\displaystyle c_{i}}は1回の捜索にかかるコスト、{\displaystyle a_{i}} は物体がそこにあったとして1回の捜索でそれを発見できる確率、{\displaystyle p_{i}}は物体がそこにある確率となる。捜索者は開始時の事前確率を承知した上で、発見に失敗するごとにベイズの定理に従ってそれを更新してゆく。
物体を発見するために予想されるコストをいかに最小化するかというのは古典的な問題で、これはダヴィッド・ブラックウェルが解決した。意外にも、この最適化方法は「{\displaystyle {\frac {p_{i}a_{i}}{c_{i}}}} が最大となる場所を順に捜索してゆく」という形で平易に表現できる。実のところ、これはギッティンズ・インデックスの特殊な場合にあたる。